# Гриб-зонтик краснеющий
Гриб-зо́нтик красне́ющий (лат. Chlorophyllum rhacodes) — гриб семейства Шампиньоновые. 
Русские синонимы:
- Гриб-зонтик лохма́тый

## Таксономия
Филогенетические исследования показали, что гриб-зонтик краснеющий имеет ближайшее родство с американским видом Chlorophyllum molybdites, а не с зонтиком пёстрым, поэтому предложено относить его к роду Chlorophyllum, а не Macrolepiota.
В литературе может встречаться написание видового эпитета как rachodes, а не rhacodes. Такая орфография использована микологом Карло Виттадини в первой его публикации вида в 1835 г., но она является ошибочной (orth. var.), поскольку термин происходит от греческого слова rhakos («лохмотья, обрывки одежды»).
Гриб-зонтик девичий (Leucoagaricus nympharum) некоторыми исследователями считался разновидностью зонтика краснеющего (Lepiota rhacodes var. puellaris (Fr.) Sacc. 1887). В новой систематике утверждён как самостоятельный вид и отнесён к роду Белошампиньон (Leucoagaricus).
Ещё один гриб, ранее считавшийся разновидностью зонтика краснеющего (Macrolepiota rhacodes var. hortensis (Pilát) Wasser, 1980 и др. синонимы), выделен в самостоятельный вид Chlorophyllum brunneum (Farl. & Burt) Vellinga, 2002.

## Описание

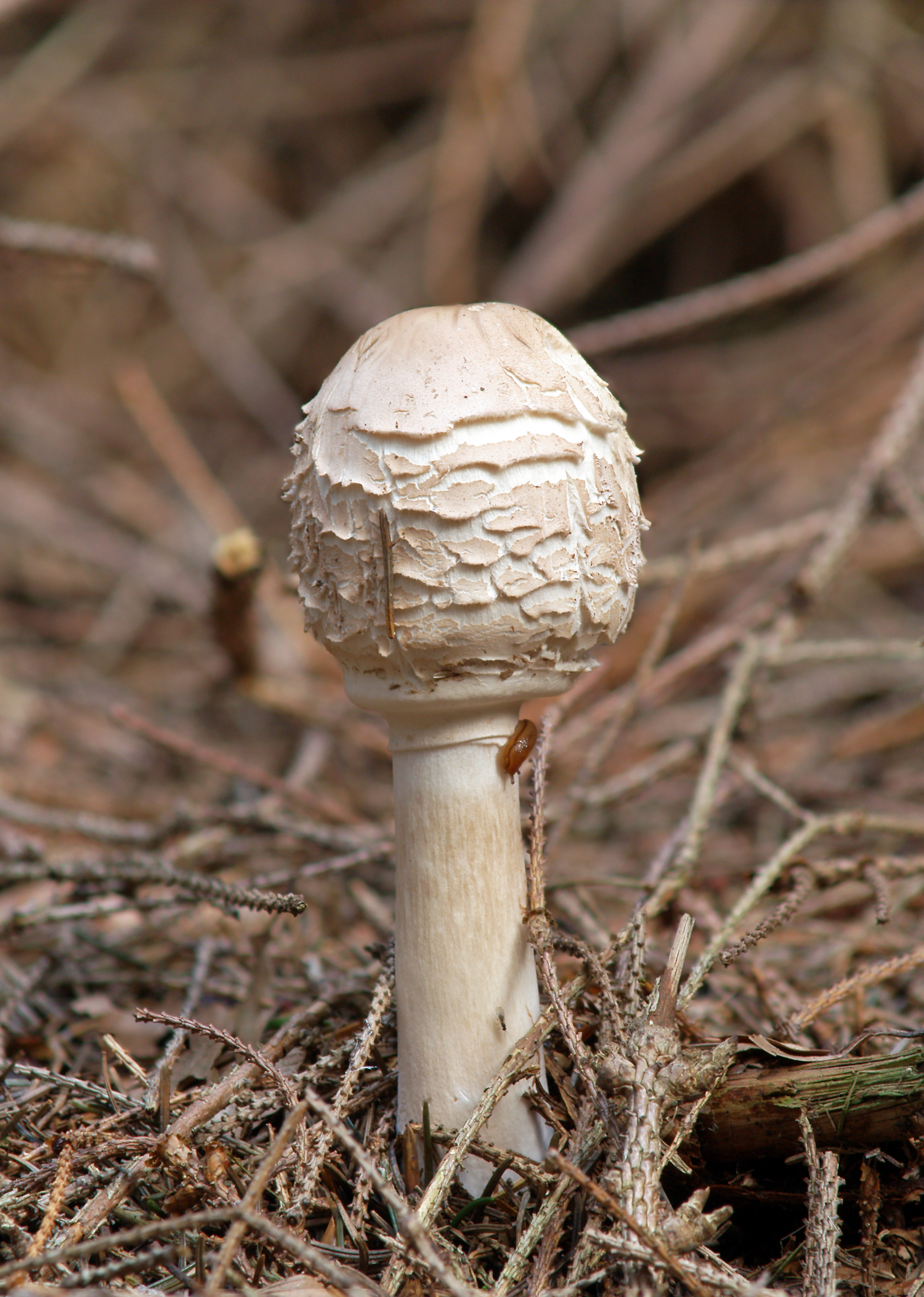
Молодой гриб

Шляпка мясистая, диаметром 10—20 см, вначале шаровидная, затем от колокольчатой до плоской, зонтиковидной, с широким гладким бугорком в центре. Край подвёрнутый, позже распростёртый, иногда растрескивается. Поверхность от бежевого до серо-коричневого цвета, к центру более тёмная, покрыта крупными волокнистыми чешуйками, расположенными кругами.
Мякоть шляпки нежная, ножки — жёстковолокнистая, белая, на срезе становится красно-коричневой (особенно в ножке). Запах сильный, приятный, вкус приятный, слабо выражен.
Ножка 10—15 (25) см, толщиной 1—2 см, цилиндрическая или сужается кверху, полая, гладкая, с утолщением в основании, легко отделяется от шляпки. Поверхность ножки гладкая, редко — с мелкими волокнами, от беловатого до коричневого цвета (с возрастом темнеет).
Пластинки шириной до 1,5 см, свободные, белые или кремовые, частые, возле ножки образуют тонкий хрящевидный коллариум, ланцетовидные или расширенные в средней части, с ровным краем, легко отделяются от шляпки. При надавливании окрашиваются в оранжево-красный цвет.
Остатки покрывала. Кольцо плёнчатое, вначале в верхней части ножки, подвижное, сверху белое, снизу буроватого цвета, с чешуйчатым налётом, с раздвоенным краем. Вольва отсутствует.
Споровый порошок белый или кремовый.

### Микроскопические признаки
Споры 9—12×6—7 мкм, эллипсоидные, гладкие, бесцветные, метахроматические, псевдоамилоидные, с порой прорастания, содержат одну-две флуоресцирующие капли.
Трама пластинок правильная.
Базидии четырёхспоровые, булавовидные, 32—40×12—14 мкм, со стеригмами длиной 3,5—4 мкм.
Хейлоцистиды разнообразные по форме, тонкостенные, бесцветные, 30—36×12—15 мкм.

### Цветовые химические реакции
Реакции пластинок с α-нафтолом и мякоти с анилином отрицательные; мякоть с фенолом слабо коричневеет, с лактофенолом коричневеет, с феноланилином краснеет, с гваяколом даёт оливково-коричневую окраску.

## Экологияи распространение
Сапротроф, растёт на плодородных перегнойных почвах в светлых лесах на полянах и опушках, просеках и вырубках, в садах и парках, встречается на лугах и других открытых местах, в степях. Обычен в северном умеренном поясе. Повсеместно произрастает в Европе, в Закавказье и в Азии — Турция, Сибирь (Алтайский край, Красноярский край), Китай, Япония, в Северной Америке (Канада, США), в Южной Америке (Чили), Австралии, Северной Африке (Алжир, Марокко). Плодоносит группами, образует ряды и «ведьмины круги», реже — одиночно.
Сезон июнь — ноябрь.

## Сходные виды
Съедобные:
- Гриб-зонтик пёстрый (Macrolepiota procera) более крупный, мякоть его не меняет цвет.
- Гриб-зонтик тонкий (Macrolepiota gracilenta) и сходные с ним виды меньшего размера и с более стройной ножкой, мякоть их не краснеет.
- Гриб-зонтик девичий (Leucoagaricus nympharum) отличается очень светлой шляпкой и слабо изменяющейся на срезе мякотью.

Ядовитые:

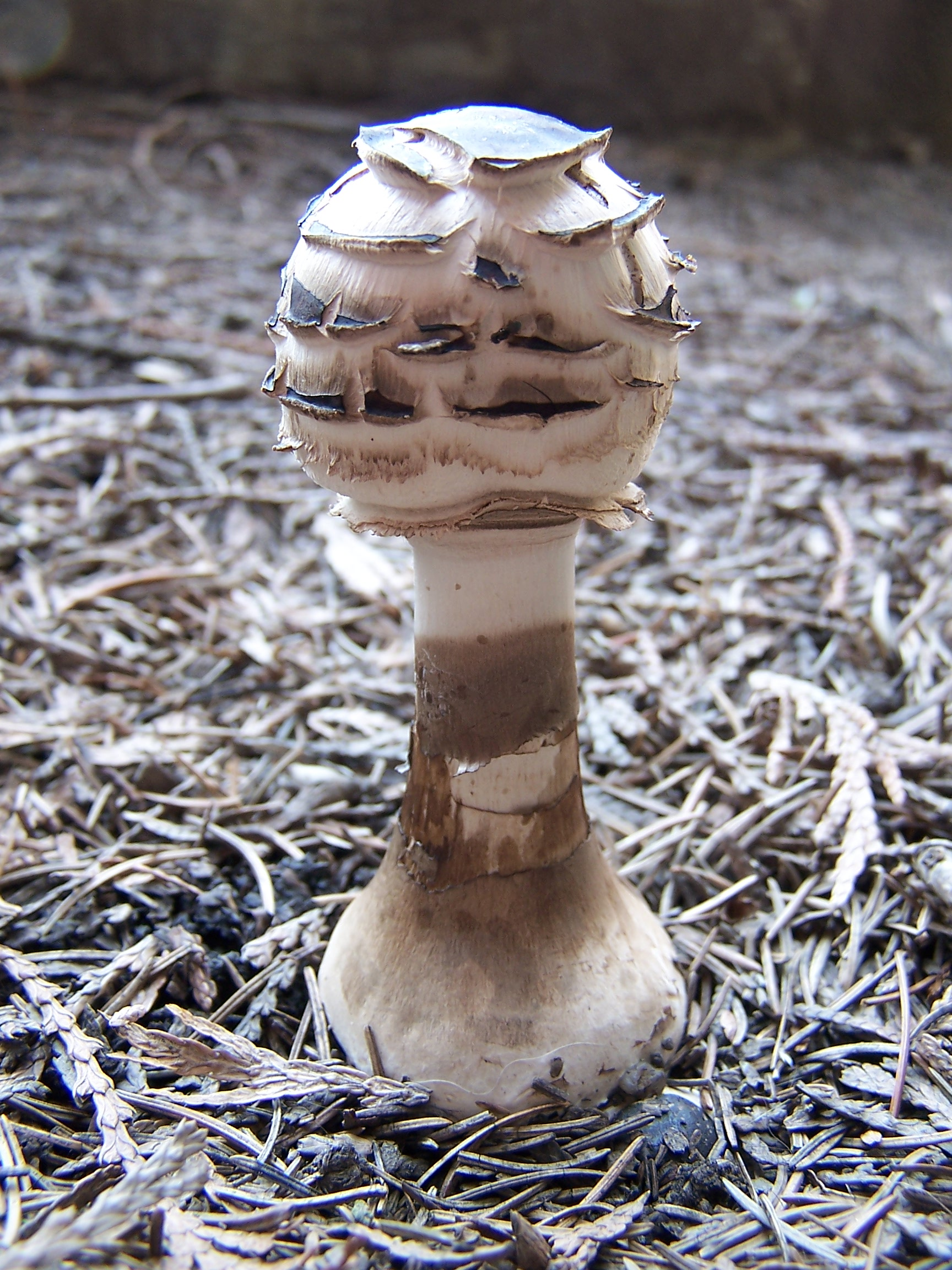
Chlorophyllum brunneum

- Chlorophyllum molybdites встречается преимущественно в Северной Америке, отличается по оливково-зелёному споровому отпечатку.
- Chlorophyllum brunneum отличается коричневым цветом, более крупными чешуйками на шляпке и толстой ножкой с мощным клубневидным основанием, встречается в некоторых странах Европы и в Северной Америке.

## Пищевые качества
Съедобный гриб, для еды пригодны только шляпки, ножки жёсткие. Перед кулинарной обработкой их необходимо очистить от чешуек. Употребляется в свежеприготовленном виде, можно сушить, готовить грибной порошок. В редких случаях может вызывать слабое желудочное отравление и аллергические реакции в виде кожной сыпи.